# 21410 Кагілл
21410 Кагілл (21410 Cahill) — астероїд головного поясу, відкритий 20 березня 1998 року.
Тіссеранів параметр щодо Юпітера — 3,594.